# دانيال بيرغ
دانيال بيرغ (بالإنجليزية: Daniel Berg)‏ هو لاعب كرة قاعدة أسترالي، ولد في 21 نوفمبر 1984 في غلن أيريس ‏ في أستراليا.

## وصلات خارجية
- دانيال بيرغ على موقعبيزبول رفرنس.كوم (الدوري الثانوي) (الإنجليزية)
- دانيال بيرغ على موقع مشجعي الرسوم البيانية (الإنجليزية)